# Herwig Baier (Neurobiologe)
Herwig Baier (* 1965) ist ein deutsch-amerikanischer Neurobiologe. Er ist Direktor der Abteilung Gene – Schaltkreise – Verhalten am Max-Planck-Institut für biologische Intelligenz.

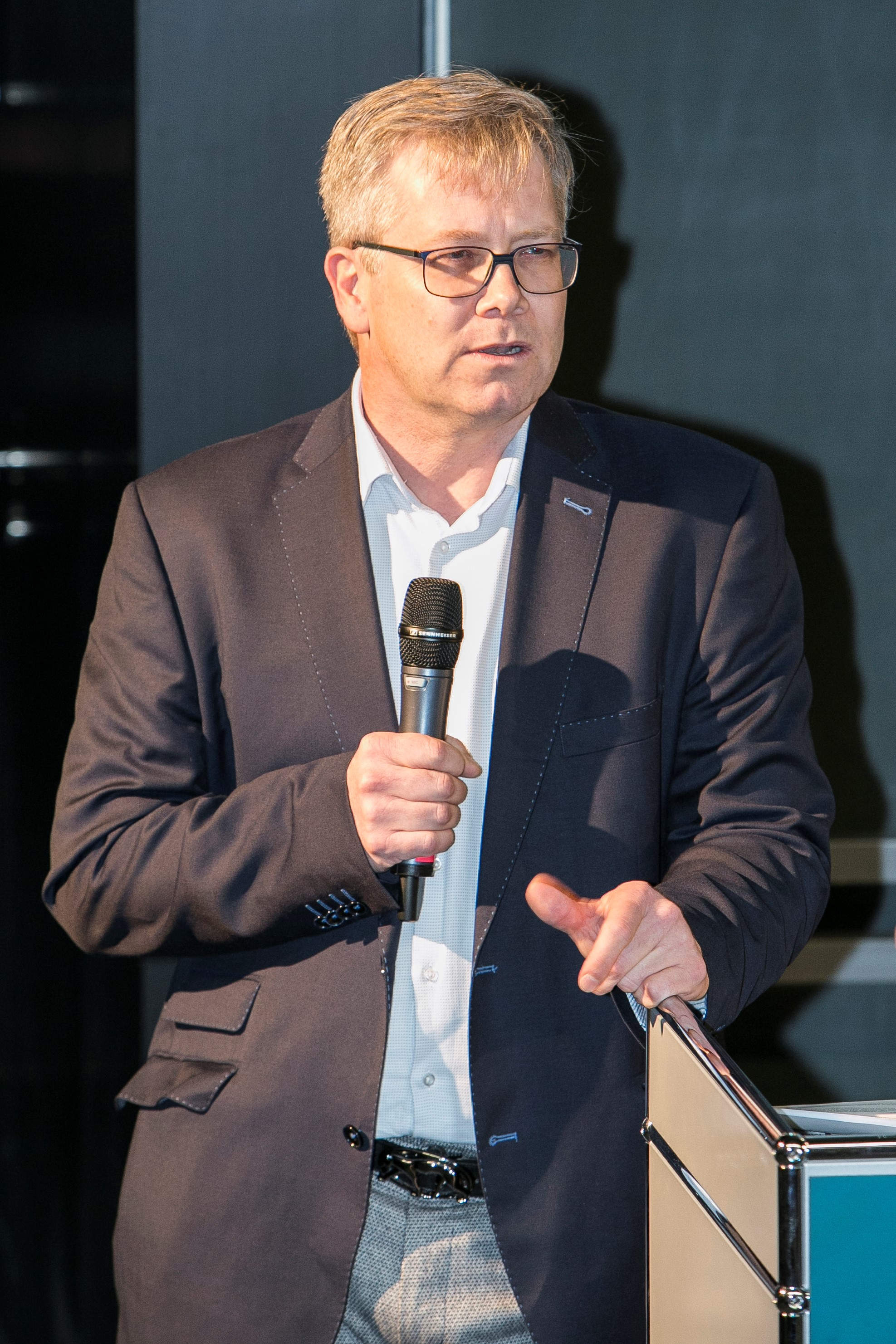
Herwig Baier, März 2017

## Werdegang
Baier studierte Biologie an der Universität Konstanz. Seine Diplom- (1990) und Doktorarbeiten (1995) fertigte er in der Abteilung von Friedrich Bonhoeffer am Max-Planck-Institut für Entwicklungsbiologie in Tübingen an. Als Postdoktorand arbeitete er im Labor von William (Bill) Harris an der University of California, San Diego. Im Jahr 1997 wurde Baier an die University of California, San Francisco berufen, wo er zwischen 1998 und 2012 als Professor lehrte und forschte. 2011 wurde Herwig Baier von der Max-Planck-Gesellschaft zum Wissenschaftlichen Mitglied und Direktor an das Max-Planck-Institut für Neurobiologie in Martinsried berufen.

## Wissenschaftliche Schwerpunkte
Herwig Baier erforscht, wie das Gehirn von Tieren sensorische Informationen in Verhaltensreaktionen umsetzt und wie neuronale Schaltkreise durch die Evolution geformt werden. Seine Arbeiten leisten Beiträge zum Verständnis der molekularen, zellulären, synaptischen und Schaltkreis-Mechanismen der neuronalen Entwicklung, der Funktion des Nervensystems und des Verhaltens von Tieren. Seine Forschung konzentriert sich dabei auf die folgenden Fragen:
1. Wie differenzieren sich Nervenzellen während der Entwicklung, wie werden ihre Fortsätze zum Ziel geleitet und wie bilden sie spezifische synaptische Verbindungen aus?# Welche Funktionen erfüllen neuronale Zelltypen für Wahrnehmung und Verhalten?
2. Welche spezifischen Funktionen haben neuronale Zelltypen bei Wahrnehmung, Kognition und Verhalten?
3. Wie entstehen Funktionen der Wahrnehmung, der Kognition und des Verhaltens im Laufe der Entwicklung des Gehirns?

Die Arbeiten von Herwig Baier führten zu einer Reihe wissenschaftlicher Erkenntnisse:
- Etablierung des Zebrafisches als Modellorganismus: Seit den frühen 1990er Jahren leistet Herwig Baier Pionierarbeit für die Einführung des Zebrabärblings (Danio rerio) als Modell für die neurobiologische und verhaltensgenetische Forschung. Er machte sich dabei die optische Transparenz der Fische während ihres Larvenstadiums und ihre genetische Modifizierbarkeit zu Nutze. Seine Arbeiten führten zu den ersten breitangelegten Screes für Gene, die Entwicklung und Funktion des visuellen Systems steuern. (Baier et al., Development 1996; Neuhauss et al., Journal of Neuroscience 1999; Muto et al., PloS Genetics 2005)
- Aufklärung molekularer und zellulärer Mechanismen, die der Verschaltung des visuellen Systems zugrunde liegen: Herwig Baier half, gradientenbasierte axonale Leitmechanismen während der Entwicklung des retinotoper Karten zu identifizieren. Seine Gruppe entdeckte zudem die Rolle der Slit-Robo Signalkaskade beim gezielten Ansteuern einzelner Schichten des Mittelhirndachs (Optic Tectum) durch Axone der Retina. (Baier and Bonhoeffer, Science 1992; Gosse et al., Nature 2008; Xiao et al., Cell 2011)
- Entdeckungen relevant für das Zellschicksal im sich entwickelnden visuellen System: Baier beschrieb die Rolle phasischer Zellkernmigration (interkinetic nuclear migration) für Entscheidungen zum Zellschicksal in der Retina. (Del Bene et al., Cell 2008)
- Optische Fernsteuerung von Verhalten: Die Gruppe von Herwig Baier nutzte als erste optogenetische Methoden zur Schaltkreisanalyse im Zebrafisch. Mit der gezielten Expression fluoreszierender Indikatoren und optogenetischer Effektoren wie Channelrhodopsin (ChR2), Halorhodopsin (NpHR) oder des Licht-aktivierten Glutamatrezeptors (LiGluR) in spezifischen Hirnregionen konnten Baier und seine Kollegen zeigen, dass durch das Aktivieren einzelner Nervenzellen mit Licht das Verhalten der Tiere spezifisch und reversibel im Zeitraum von Millisekunden verändert werden kann. (Szobota et al., Neuron 2007; Arrenberg et al., Proc. Natl. Acad. Sci. USA 2009; Wyart et al., Nature 2009)
- Entwicklung der 2-Photonen Optogenetik mit dreidimensionaler Zielgenauigkeit: Baiers Team entwickelte die Zwei-Photonen computergenerierte Holographie – ein Mikroskopieverfahren, das eine exakte optische Fernsteuerung neuronaler Aktivität in einem lebenden, sich verhaltenden Tier ermöglicht. Durch das Einfügen eines räumlichen Lichtreglers in den Strahlengang eines Zwei-Photonen-Mikroskops ermöglicht die Methode die gezielte Fotostimulierung mehrerer, einzelner Nervenzellen im intakten Gehirn eines Zebrafisches. (Dal Maschio et al., Neuron 2017)
- Zelltyp-Profilierung im visuellen System und genetische Mechanismen zur Differenzierung von Nervenzellen: Baiers Team setzt Einzelzell-RNA-Sequenzierung und räumliche Transkriptomik ein, um Kataloge neuronaler Zelltypen in der Netzhaut, dem Tektum und anderen visuellen Bereichen zu erstellen. (Kölsch et al., Neuron 2021; Shainer et al., Science Advances 2023; Sherman et al., Nature Communications 2023)
- Zellulär-synaptische Mechanismen einer elementaren Form der räumlichen Aufmerksamkeit: Baier entdeckte, wie die Gehirne von Zebrafischlarven visuelle Reize priorisieren. (Fernandes et al., Neuron 2021)
- Erkennung von Artgenossen im Kontext des Sozialverhaltens: Baiers Gruppe entdeckte einfache visuelle Reize, die Schwarmverhalten auslösen, und fand einen neuronalen Schaltkreis im Fischgehirn, der diese Reize verarbeitet. (Larsch & Baier, Current Biology 2018; Kappel et al., Nature 2022)
- Elektronenmikroskopisches Konnektom des larvalen Zebrafischgehirns auf Ebene der Synapsen: Baier veröffentlichte in Zusammenarbeit mit Winfried Denk und einem Team von Google Research den ersten automatisch segmentierten Bildstapel eines kompletten Zebrafisch-Gehirnvolumens. (Svara et al., Nature Methods 2022)
- Zebrafischmodelle für neurologische und psychiatrische Erkrankungen: Baier und Baraban etablierten ein einflussreiches Behandlungsprotokoll, das epileptische Anfälle in larvalen Zebrafischen auslöst. Baier entwickelte zudem ein genetisches Modell für Glukokortikoidresistenz, das depressionsähnliche Symptome bei Zebrafischen nachahmt. (Baraban et al., Neuroscience 2007; Ziv et al., Molecular Psychiatry 2013)

## Ehrungen und Mitgliedschaften
Herwig Baier erhielt die Otto-Hahn-Medaille der Max-Planck-Gesellschaft für seine Doktorarbeit (1995) und ein Feodor-Lynen-Stipendium der Alexander von Humboldt-Stiftung (1995). Als Fakultätsmitglied der University of California, San Francisco, erhielt er das David and Lucile Packard Fellowship in Science and Engineering (1999), ein Sloan Fellowship in Neuroscience (2000), den Klingenstein Award (2001) und den Byers Award for Basic Science Research (2006). Er ist Honorar-Professor an der Ludwig-Maximilians-Universität München und Mitglied der  European Molecular Biology Organization (EMBO).

## Verbindungen zur Industrie
Zusammen mit Bill Harris und Paul Goldsmith gründete Herwig Baier im Jahr 2001 Daniolabs Ltd (Cambridge, UK), eine Biotechnologiefirma mit Fokus auf Zebrafisch-Screening für Medikamente und Behandlungen von ophthalmischen, neurologischen und gastrointestinalen Erkrankungen.
Baier arbeitet als wissenschaftlicher Berater für verschiedene Biotechnologiefirmen.